# Gayennoides molles
Gayennoides molles is een spinnensoort in de taxonomische indeling van de buisspinnen (Anyphaenidae).
Het dier behoort tot het geslacht Gayennoides. De wetenschappelijke naam van de soort werd voor het eerst geldig gepubliceerd in 2003 * door M. J. Ramírez.